# Dianthus tenuiflorus
Dianthus tenuiflorus är en nejlikväxtart som först beskrevs av August Heinrich Rudolf Grisebach, och fick sitt nu gällande namn av August Heinrich Rudolf Grisebach. Dianthus tenuiflorus ingår i släktet nejlikor, och familjen nejlikväxter. Inga underarter finns listade i Catalogue of Life.